# Miękki werniks

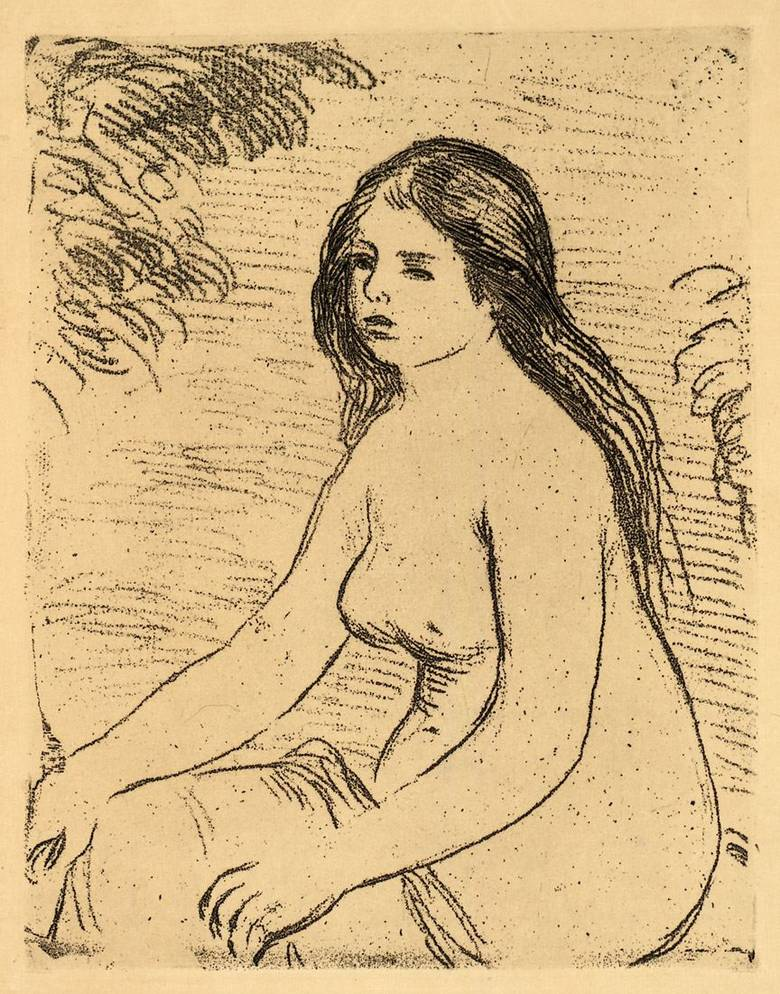
Auguste Renoir Femme nue assise, miękki werniks, 1906

Miękki werniks (fr. vernis mou) – technika druku wklęsłego pokrewna akwaforcie.
Formę drukową wykonuje się z metalowej płytki (np. cynkowej, miedzianej), która jest polerowana, a następnie dokładnie odtłuszczana. Pokrywa się ją, zazwyczaj za pomocą wałka, miękkim werniksem będącym odmianą werniksu akwafortowego. Odmienność w składzie polega na dodaniu 3 części łoju baraniego do 1 części werniksu akwafortowego, co nadaje mu dużą lepkość. Następnie na płytkę przykładany jest arkusz gruboziarnistego papieru, na którym wykonuje się rysunek za pomocą różnych narzędzi (ołówek, igła, ruletka, szmatka itp.). Dzięki posiadanej lepkości werniks przywiera do kartki odsłaniając te miejsca, które mają być poddane trawieniu. Na koniec blacha jest bardzo ostrożnie i powoli trawiona w roztworze kwasowym.
Technika ta została po raz pierwszy zastosowana przez Giovanniego Benedetta Castiglione w latach 40. XVII wieku i rozwijana w wieku XVIII i XIX. Była szczególnie popularna w Anglii (Thomas Gainsborough, Thomas Rowlandson, William Turner), później też na kontynencie (Félicien Rops, Auguste Renoir, Lovis Corinth).
Na początku XIX wieku często używano tej techniki do ilustrowania do podręczników, ale około 1830 roku została wyparta przez litografię.